# François de Créquy (évêque)
Pour les articles homonymes, voir François de Créquy, Famille de Créquy et Créquy (homonymie).
François de Créquy , mort le 28 février 1552,  est un prélat français du XVIe siècle. Il est fils de Jean IV (VII), le riche, sire de Créquy, prince de Poix, et de Jossine de Soissons. Il est aussi le frère de l'évêque Antoine, le vieux et  l'oncle du cardinal Antoine  de Créquy.

## Biographie
François de Créquy est fait évêque de Thérouanne en 1535. En 1544, il devient le premier abbé commendataire de Saint-Pierre de Selincourt .
Il fut inhumé dans la cathédrale de son diocèse de Thérouanne puis, quand Charles Quint eut détruit la ville de Thérouanne, en 1553, sa sépulture fut transférée dans l'abbatiale de Selincourt, aujourd'hui disparue aussi, dans la chapelle des fondateurs, sous une grande figure en pierre blanche. 
Lors de fouilles effectuées en février 1903, sa sépulture fut retrouvée à l'emplacement de l'ancienne abbatiale de Selincourt, dans un caveau en pierre .
En 1553, il a pour successeur comme abbé de Selincourt, son neveu Antoine de Créquy.

## Pour approfondir

### Source
- P. L. Limichin, Remarques pour servir à l'histoire de l'abbaye de Selincourt, Ordre de Prémontré, 1910, Reims, p. 45.

### Pages connexes
- Thérouanne
- Liste des évêques de Thérouanne
- Diocèse de Thérouanne
- Abbaye de Selincourt
- Liste des seigneurs de Poix